# Ludwig E. Feinendegen

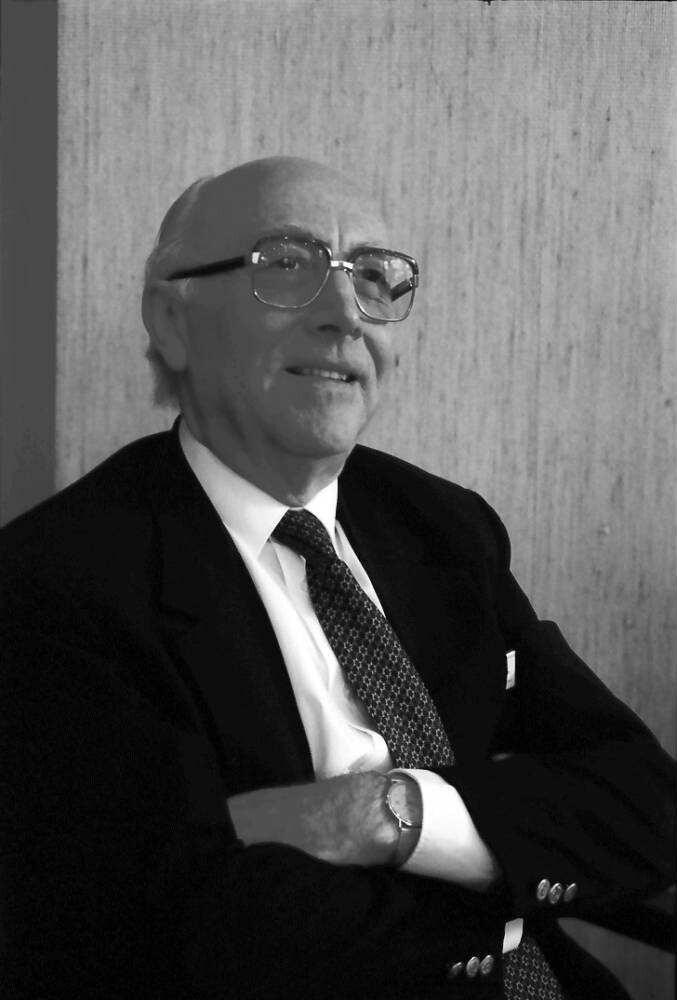
Ludwig E. Feinendegen (1990)

Ludwig E. Feinendegen (* 1. Januar 1927 in Garzweiler; † 17. August 2024) war ein deutscher Strahlenmediziner.

## Leben
Nach dem Arbeits- und Wehrdienst 1944–45 legte er 1946 das humanistische Abitur in Mönchengladbach ab, studierte 1947–1952 (Dr. med.) Medizin an der Universität Köln. Es folgten die Weiterbildung in Radiologie und Innerer Medizin in der Bundesrepublik Deutschland und den USA, zuletzt im Saint Vinzenz Hospital in New York City. Von dort begann er 1958 im Brookhaven National Laboratory, Medical Department, NY, mit zellbiologisch-radiobiologischer Grundlagenforschung im Verbund klinischer Arbeit. 1963 wechselte er zu EURATOM in Brüssel und für EURATOM ein Jahr später an das Curie Institute du Radium in Paris. Von dort wurde er 1967 als Ordinarius für Nuklearmedizin an die Universität Düsseldorf berufen und zugleich Direktor des Instituts für Medizin der Kernforschungsanlage Jülich, heute Forschungszentrum Jülich. 1993 wurde er emeritiert. Danach blieb er wissenschaftlich tätig an der Universität Düsseldorf, in Jülich und in den USA (Brookhaven, NY, im US Dpt. of Energy und als Fogarty Scholar und Gast im NIH in Washington DC bzw. Bethesda, MD).
1971 wurde er zum Mitglied der Nordrhein-Westfälischen Akademie der Wissenschaften und der Künste berufen. Er war Mitglied in verschiedenen nationalen und internationalen Kommissionen, unter anderem ab 1974 in der Schutzkommission beim Bundesminister des Innern. Von 1979 bis 2005 war er Mitglied des Kuratoriums für die Tagungen der Nobelpreisträger in Lindau (zeitweise auch Vizepräsident des Kuratoriums).
Seine Aufgabengebiete waren klinische und experimentelle Nuklearmedizin, Zellbiologie und Radiobiologie. Nachhaltige Entdeckungen und Entwicklungen schließen ein: 
- Erste Beschreibung der RNA-Synthese im Chromatin-Bereich des Zellkerns mit anschließender Passage der RNA in den Nucleolus des Zellkerns und in das Zytoplasma während des Zellzyklus; keine RNA-Synthese während der Zellteilung.
- Entwicklung von Multi-Parameter-Techniken zur Beobachtung und Quantifizierung definierter biochemischer Reaktionen im Körper mithilfe nuklearmedizinischer Messmethoden.
- Erste Beschreibung und Analyse potentieller Risiken und Nutzen des Auger-Effektes (atomarer Hochenergie-Brennpunkt) in zellbiologischen Systemen.
- Erste Beschreibung temporärer Veränderung von intrazellulären Signalen durch kleine Dosen von locker ionisierenden Strahlen mit dem Hinweis potentieller Induktion von zellulären Reparatur- und Schutzmechanismen.
- Entwicklung und Einführung des Zell-Dosis-Konzeptes für die Analyse von Risiken und biologischen Reaktionen nach Bestrahlung mit kleinen Dosen.

Ehrungen wurden ihm zuteil, so unter anderem 1991 der Staatspreis des Landes Nordrhein-Westfalen und die Röntgen-Plakette, 1994 das Große Bundesverdienstkreuz der BRD, 1995 die Hanns-Langendorff-Medaille und 2010 die Ehrenmitgliedschaft der Schutzkommission.
Umstritten war das Eintreten von Feinendegen für die von der Internationalen Strahlenschutzkommission nicht akzeptierte Hypothese der Strahlenhormesis, nach der ionisierende Strahlung in niedriger Dosis nicht nur nicht schädlich, sondern sogar nützlich sein soll.
Seit 1947 war er Mitglied der katholischen Studentenverbindung KDStV Rheinland Köln. 
Sein Bruder ist der Rechtsanwalt, Politiker und ehemalige Bundestagsabgeordnete Wolfgang Feinendegen. 